# ليزا برايس
ليزا برايس (بالإنجليزية: Lisa Brice)‏ هي فنانة جنوب أفريقية، ولدت في 1968 في كيب تاون في جنوب أفريقيا.

## وصلات خارجية
- الموقع الرسمي